# G11.2-0.3
G11.2-0.3 (SNR G11.2-0.3) — остаток сверхновой, вспыхнувшей в созвездии Стрельца, с пульсаром J1811-1925 в центре, окружённом расширяющимся звёздным веществом. Объект находится на расстоянии около 16 000 световых лет от нас.

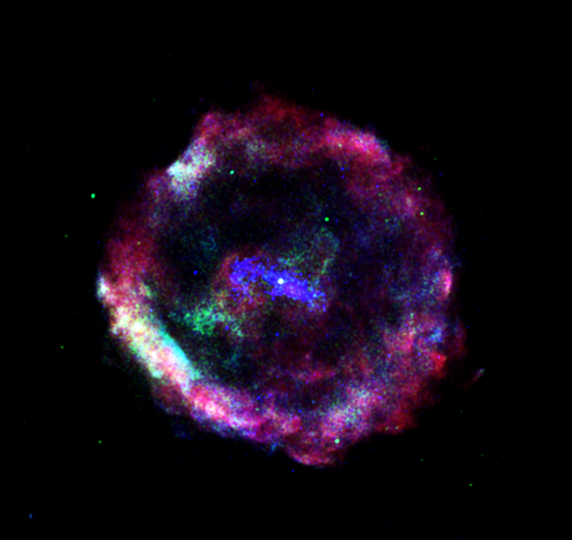
G11.2-0.3 в рентгеновском диапазоне. Снимок космического телескопа Чандра.

## История открытия
В китайских летописях упоминается несколько вспышек звёзд, однако к 2000 году удалось идентифицировать лишь одну из них — сверхновую 1054 года в Крабовидной туманности (SN 1054). В 2001 году удалось идентифицировать ещё одну — G11.2-0.3. Китайские астрономы зарегистрировали яркую звезду в 386 году: она была видна на протяжении 3—4 месяцев. Они истолковали данное знамение как предвозвестие новых войн.

## Характеристики
Остаток сверхновой симметричен по своей форме, однако исследования, проведённые с помощью радиотелескопа VLA и орбитального телескопа Чандра показали, что рентгеновское и радиоизлучение вокруг пульсара несимметричны, несмотря на то, что сам пульсар находится в центре туманности. Полученные данные позволили отделить синхротронное излучение пульсара от окружающего теплового излучения. Это даёт предположение, что причиной неравномерного распределения рентгеновского и радиоизлучения являются периодические выбросы с пульсара.